# Sara Sanz
Sara Sanz (La Coruña, Galicia, 3 de mayo de 1991) es una actriz española conocida por interpretar el papel de Rosa Solozábal en la serie de televisión El secreto de Puente Viejo (2019-2020) durante la última temporada de la serie de Antena 3.

## Biografía
Sara Sanz nació el 3 de mayo de 1991 La Coruña en Galicia (España), desde pequeña ha cultivado la pasión por la actuación.

## Carrera
Sara Sanz inició su carrera en 2007 cuando protagonizó la obra La Zapatera Prodigiosa dirigida por Ramiro Neira.
En 2012 protagonizó la película Promoción fantasma dirigida por Javier Ruiz Caldera. En 2014 protagonizó la película Lila dirigida por Carlos Lascano.
En 2015 protagonizó la caricatura La Culpa. Al año siguiente, en 2016, protagonizó la caricatura Benvida ao Desastre dirigida por Irene Pin.
En 2018 protagonizó la serie web LuvApp. Al año siguiente, en 2018, protagonizó la serie web Dinosaurio La Serie - 99% dirigida por David Sainz, Bruno Martín y Pablo Tocino.
En 2017 protagonizó la película Astra dirigida por María Romero. En el mismo año protagonizó la obra de teatro 18 de noviembre dirigida por Daniel Currás. Al año siguiente, en 2018, protagonizó el largometraje Vete dirigido por Kiara Mathews. En 2019 protagonizó el largometraje En la Noche dirigido por Pedro Vilas.
En el 2018 protagonizó la serie Lobos y corderos. Al año siguiente, en 2019, protagonizó la película Aquellas tardes de verano dirigida por Carlos Cabero.
En 2018 se incorporó al elenco de la serie El sabor de las margaritas con el papel de Rebeca Seoane.
En el 2019 interpretó el papel de Isabella en la serie Dulcinea. En el mismo año interpretó el papel de Julia en la serie A Ninguna Parte.
Su mayor éxito llega en 2019 y 2020, donde interpretó el papel de Rosa Solozábal en la telenovela El secreto de Puente Viejo.
En 2020 interpretó el papel de Lucía en la serie Dos mil once. También en el mismo año interpretó el papel de Noe en la serie La unidad. En 2022 protagonizó la serie A lei de Santos. También en el mismo año protagonizó la serie Un asunto privado.

### Idiomas
Sara Sanz habla con fluidez gallego, español e inglés.

## Filmografía

### Cine
| Año  | Título                    | Director            |
| ---- | ------------------------- | ------------------- |
| 2012 | Promoción fantasma        | Javier Ruiz Caldera |
| 2014 | Lila                      | Carlos Lascano      |
| 2019 | Aquellas tardes de verano | Carlos Cabero       |

### Televisión
| Año               | Título                     | Rol            | Notas         |    |
| ----------------- | -------------------------- | -------------- | ------------- | -- |
| 2018              | Lobos y corderos           |                | serie TV      |    |
| 2018-presente     | El sabor de las margaritas | Rebeca Seoane  | serie TV      |    |
| 2019              | Dulcinea                   | Isabella       | serie TV      |    |
| 2019              | A Ninguna Parte            | Julia          | serie TV      |    |
| 2019-2020         | El secreto de Puente Viejo | Rosa Solozábal | 164 episodios |    |
| 2020              | Dos mil once               | Lucía          | serie TV      |    |
| 2020              | La unidad                  | Noe            | 6 episodios   |    |
| 2021              | A lei de Santos            |                | serie TV      |    |
| 2022              | Un asunto privado'         | Anaïs Montero  | 3 episodios   |    |
| 2025 - actualidad | Sueños de libertad         | Cristina       | Antena 3      | ¿? |

### Cortometrajes
| Año  | Título              | Director      |
| ---- | ------------------- | ------------- |
| 2015 | La Culpa            |               |
| 2016 | Benvida ao Desastre | Irene Pin     |
| 2017 | Astra               | María Romero  |
| 2018 | Vete                | Kiara Mathews |
| 2019 | En la Noche         | Pedro Vilas   |

## Web serie
| Año  | Título                    | Director                                 |
| ---- | ------------------------- | ---------------------------------------- |
| 2017 | LuvApp                    |                                          |
| 2018 | Dinosaurio La Serie - 99% | David Sainz, Bruno Martín y Pablo Tocino |

## Teatro
| Año  | Título                 | Director      |
| ---- | ---------------------- | ------------- |
| 2007 | La Zapatera Prodigiosa | Ramiro Neira  |
| 2017 | 18 de noviembre        | Daniel Currás |

## Formación
- Teatro con Ramiro Neira (2007-2008)
- Payaso con Carlos Sante, AC Manicómicos (2010)
- Formación regular en actuación para cine y televisión con Daniel Curras e Iria Ares (2014-2015)
- Interpretación para cine y TV con Rosa Estévez (2016)
- Casting y actuación con Camern Utrilla y Marga Rodríguez (2016)
- Improvisación con Angel Simón (2016)
- Voz con Alejandro Albaiceta y Lidia Carrión (2016)
- Dirección de actores con Alfonso Zarauza (2016)
- Actuación televisiva con Mariana Carballal (2016)
- Lenguaje audiovisual con Aser Orban (2016)
- Teatro con Roi Méndez (USC) y Luis Vivanco (AC Manicómicos) (2016)
- Formación habitual en actuación en cine y televisión, La Tuerka Films (2016-2017)
- Curso "El gato en el techo de zinc" con Amado Cruz (2017)
- Curso de Casting con Conchi Iglesias (2017)
- Comedia con Jesús Font (2017)
- Interpretación con Jorge Coira (2017)
- Casting e Interpretación para TV con Tonucha Vidal y Javier F. Luna (2017)
- Entrenamiento en el Actor Center con Lorena Bayonas y Francisco Olmo (2017-2019)
- Voz y canto con Marián Ledesma (2018)
- Voz con Jesús Aladrén (2019)
- Entrenamiento actoral con Fernando Tato (2021)